# ناسویکن، بخش استرومسوند
ناسویکن (به سوئدی: Näsviken) یک منطقهٔ مسکونی در سوئد است که در بخش استرومسوند واقع شده‌است. ناسویکن ۰٫۶۵ کیلومتر مربع مساحت و ۲۰۳ نفر جمعیت دارد.